# Rilai kolostor
A rilai kolostor (bolgárul Рилски Манастир, Rilszki Manasztir), Bulgária és a bolgár ortodox egyház legnépszerűbb és legszentebbnek tartott kegyhelye Délnyugat-Bulgáriában helyezkedik el a Rila-hegységben. Története a 10. században kezdődött, amikor a bolgárok védőszentje, Rilai Szent János (Иван Рилски, Ivan Rilszki) a környéken vonult remeteségbe, majd halála után a követői kolostort alapítottak. A török időkben vált kulturális központtá, amely helyzetét a bolgár nemzeti ébredés korában is megőrizte, sőt megerősítette. 1976-ban nemzeti történeti emlékhellyé nyilvánították, 1983-ban pedig az UNESCO felvette a világörökség-listára.

## Fekvése
A rilai kolostor Szófiától délre 65, Blagoevgrádtól északra 40 kilométerre helyezkedik el 1147 méteres tengerszint feletti magasságban egy völgyben, nem messze Bulgária legmagasabb csúcsaitól (a 2729 méteres Maljovica négy, a 2925 méteres Muszala pedig mintegy nyolcórai gyalogútra fekszik tőle). A közelében folyik össze két gyors és tiszta hegyi patak, a Rilszka és a Drusljavica. Festői erdőségek veszik körül, melyek nagy része az 1992-ben alapított Rilai Nemzeti Park területéhez tartozik.

## Története
A hagyomány szerint Rilai Szent János (kb. 876–946), Szófia (akkori nevén Szredec) környékén született, és 25 éves koráig pásztorkodással töltötte idejét, majd kolostorba, végül remeteségbe vonult. Hogy minél jobban elzárkózhasson a külvilágtól, többször változtatta lakhelyét, végül a rilai hegyekben lelt nyugalomra. Ekkor már híres ember volt, a környékbeliek szentként tisztelték: csodás ördögűzések és gyógyulások kapcsolódtak nevéhez. Egy alkalommal maga I. Péter cár (927–968) is felkereste a remetét, akihez időközben tanítványok csatlakoztak, és megépítették a maguk szállásait a környéken. Az egyik ilyen hajlék később nagy és híres kolostorrá fejlődött, párhuzamosan az alapító hírének növekedésével: állítólag János ereklyéi gyógyították ki I. Mánuel bizánci császárt (1143–1180) betegségéből. Az ortodox egyház szentjének életét több bolgár és bizánci szerző is feldolgozta.

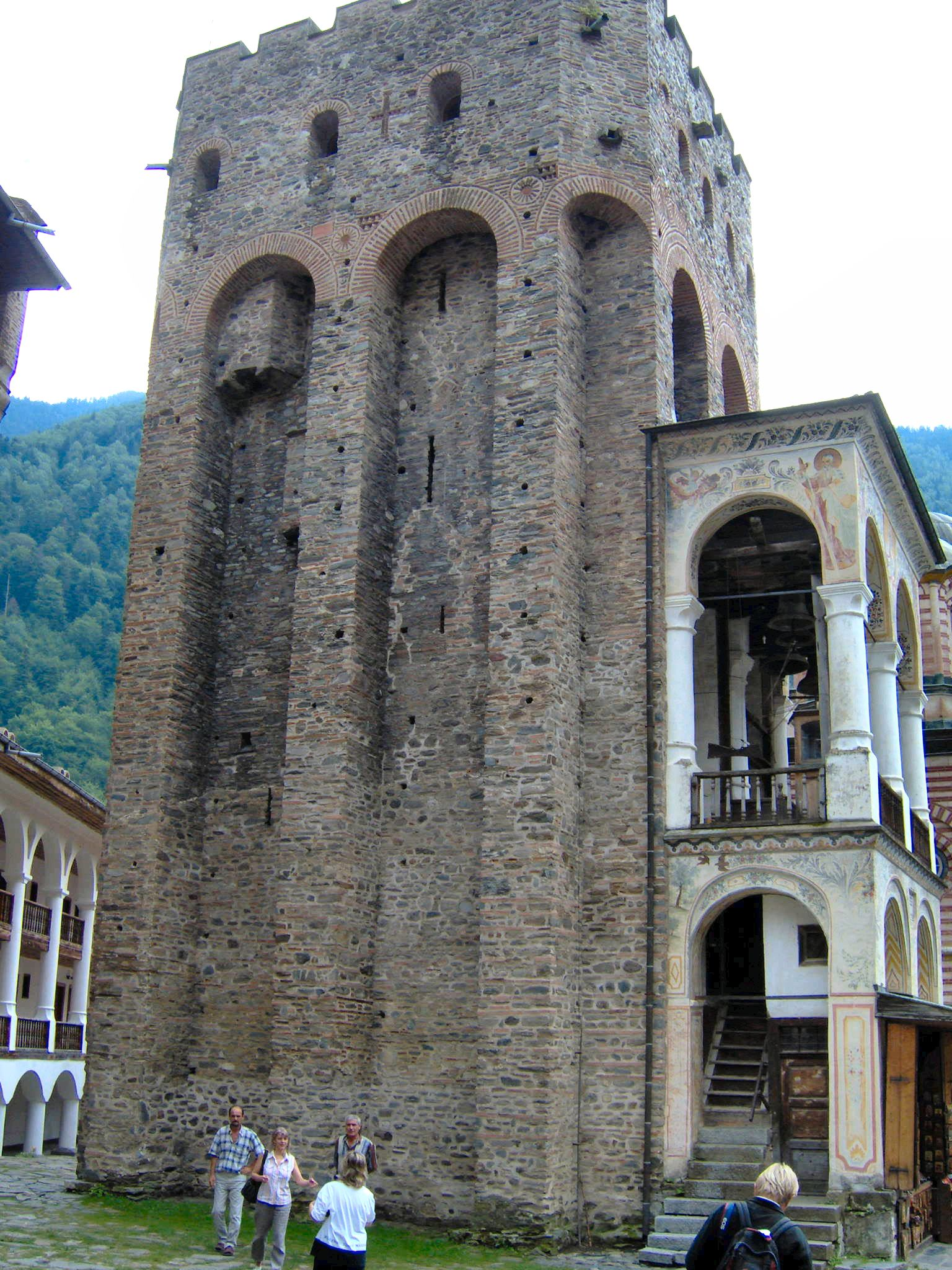
Hrelju 14. századi tornya a 19. században hozzáépített erkéllyel

Hamarosan a bolgár uralkodók és előkelők is felfigyeltek a helyre. II. Iván Aszen (1218–1241), I. Kalimán (1241–1246), Iván Sándor (1331–1371) és Iván Sismán (1371–1393) bőséges adományokkal látta el a szerzeteseket. Egy 1378-ban kiadott, ma a kolostor épületében működő múzeumban őrzött adománylevélből kitűnik, hogy a tarnovói pátriárka irányítása alá tartozó Rila komoly feudális hatalommá vált, több falu tartozott igazgatása alá a cári adományoknak köszönhetően. (Iván Sismán a fent említett levélben egymaga húsz falut bocsátott a szerzetesek rendelkezésére.) 1334–1335 között a helyi kiskirály, a szerb Dusán István és a bolgár Iván Alexander között lavírozó Hrelju lakótornyot emeltetett itt védelmi célból. Azonban mindhiába: a politikai játszmában egyre kényelmetlenebbé váló Hreljut megfojtották. Sírköve és trónusa a kolostori tárlat értékes darabja, ám az általa 1343-ban építtetett kis templomnak csak egyes részei maradtak meg.
A 12–14. században virágzott a rilai kultúra és művészet: sok tehetséges építész, festő és tollforgató nevelkedett és dolgozott itt, maguk után hagyva lenyűgöző építményeiket, kézirataikat és freskóikat.
Bulgária a 14. század végén az Oszmán Birodalom részévé vált, és az is maradt egészen 1878-ig. Az új felettes hatalma az ipeki szerb, majd annak 1766-os megszűntével a konstantinápolyi patriarchátus lett. A török hódítás következtében, noha szultáni fermánokkal erősítették meg privilégiumait, a kolostor elvesztette korábbi hatalmát és befolyását, majd miután az 1400-as évek közepén kirabolták és felégették, a kolostori élet visszaszorult egy időre.

A 15. század fordulóján aztán újjászületett a rilai spirituális és kulturális élet, melynek nyitányát az jelentette, amikor 1469-ben Szent János ereklyéit a kolostorba szállították a lerombolt fővárosból, Turnovóból. Az elkövetkező évszázadokban a rilai kolostor a bolgár kultúra egyik centrumává vált, és erős kapcsolatokat épített ki az oroszországi, szerbiai, görögországi és román ortodox egyházakkal, de főleg az Athosz-hegyi szerb szerzetesekkel.

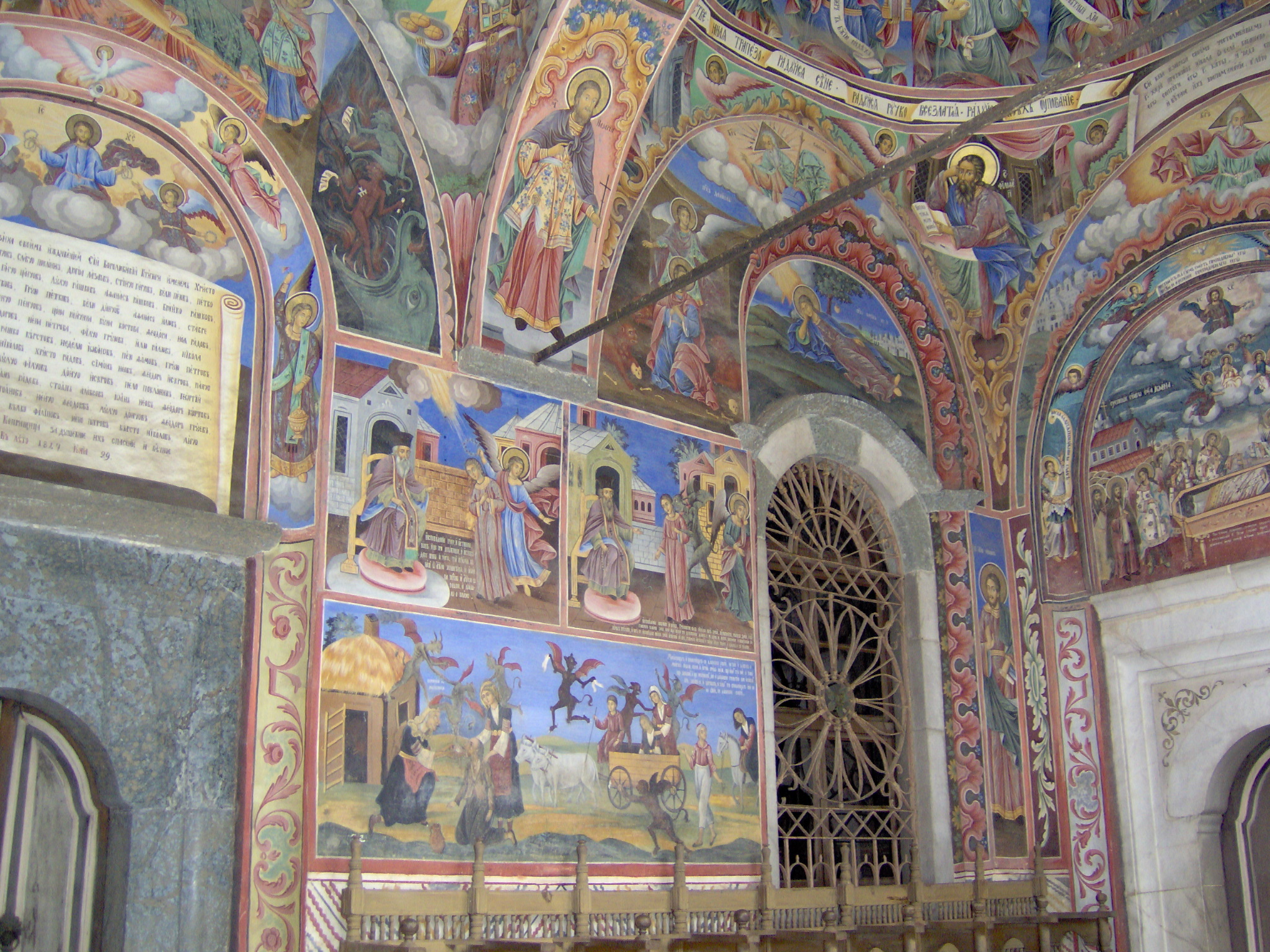
Részlet a főtemplom gazdagon festett külső galériájából

1466-ban például a szerzetesek külön szultáni engedéllyel együttműködési szerződést kötöttek az athoszi Szent Pantaleon-kolostorral. (A dokumentum egy korabeli másolatát szintén a kolostori múzeum őrzi.) 1558-ban pedig IV. (Rettegett) Iván cár külön engedélyével több szerzetes utazott orosz földre, és rengeteg adományt – pénzt, kegytárgyakat, miseruhákat és könyveket – gyűjtöttek a kolostor számára. A török időkben többször kirabolták és lerombolták az épületeket, de mindig újjáépítették őket.
A nemzeti ébredés korában, a 18. század végén és a 19. században a kolostor, mint a nemzeti kultúra bölcsője és őrzője, a szláv nemzettudat szimbóluma, új lendületet vett a fejlődésben. Kegyes adományozók és egyszerű hívek, mesteremberek és művészek ezrei látogattak el Rilába. A részben leégett kolostorkomplexumot felújították és átépítették, amely ekkor nyerte el végleges arculatát. Bulgária felszabadulása után a kolostor további jogokat szerzett, és még ekkor is élen járt a bolgár kultúra fejlesztésében – a szekuláris bolgár oktatást például az egyik rilai apát, Neofit alapozta meg a 19. század közepén.

## Építésének története

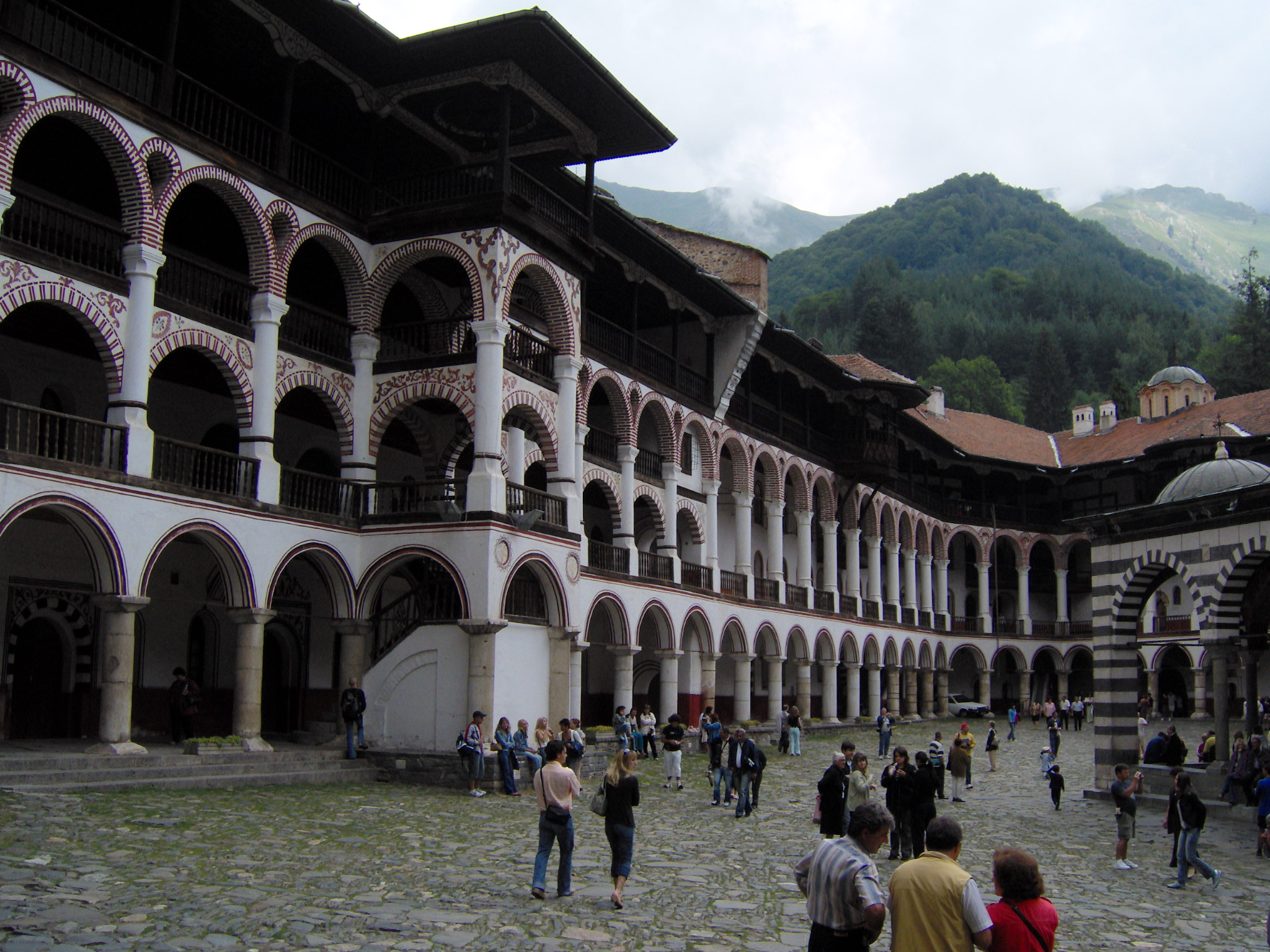
Az északi szárny, a háttérban a Rila csúcsai

A kolostor mai képét a 19. században nyerte el. Kívülről masszív, négy emelet magas kőfalak tűnnek a látogató szemébe, melyeket kisebb-nagyobb ablakok törnek meg. A keleti és a nyugati falon két hasonló, vasalt tölgyfakapun keresztül lehet bejutni a kolostor udvarára, melyre a verandás-erkélyes lakrészek néznek. A lakóépületeket 1816-ban kezdték el építeni 8800 négyzetméteres területen, és a munkálatok 1847-ben fejeződtek be. Bár több mester és művész dolgozott a komplexumon, az egész kolostor tökéletes harmóniát sugall. A lakhelyek szabálytalan négyszögalakban helyezkednek el, és körbeveszik a részben kövezett, részben füves kolostorudvart, ahol a 14. századi Hrelju-torony és a Szent Szűz Születése főtemplom áll. A toronyhoz kis erkélyes harangtornyot építettek 1844-ben.

### A lakórészek
A szerzetesek lakhelyeiül szolgáló épületeket több fázisban építették meg. 1816–17-ben az északi, majd a keleti szárny, 1819-ben pedig a nyugati épületrész készült el Alexij Rilec mester vezényletével. 1833-ban tűzvész pusztította el az újonnan emelt kolostorépületek egy részét, azonban a szerzetesi közösség a jámbor hívek és művészek segítségével már a következő évben újjáépítette azokat; ekkor nyerték el mai arculatukat. 1846–47-ben Milenko építőmester felügyeletével elkészült a kolostorudvart bekerítő déli szárny is. 1960-ban a Bolgár Népköztársaság helyreállíttatta a félig romos délkeleti épületrészt, amely ma a kolostori múzeumnak ad otthont.

### A Szent Szűz Születése bazilika
Pavel Ivanovics mester alkotása, az ötkupolás, háromhajós bazilika 1834–37 között épült a régi, Hrejlu-féle templom helyén, melyet ekkor romboltak le. Két oldalkápolna és egy külső, fedett galéria csatlakozik hozzá. A gazdagon díszített templombelsőt a kupolák alatt és a falakon vágott ablakok világítják meg, így jól láthatóvá válik a sok falfestmény és a gyönyörűen faragott ikonosztáz, Teladour mester műve. Az oltárok előtt húzódó ikonfal építése 1839-ben kezdődött, és mintegy öt évig tartott. A 19. század közepén a faragványok zömét bearanyozták, illetve egyes részeit kifestették.
A templom külseje is hasonló műgonddal készült: külön figyelmet érdemel a háromszoros hullámot mintázó timpanon, amely jól kihangsúlyozza a szemből látható három kupolát. A nyílt oszlopcsarnok kőoszlopai és ornamentikus díszítésű boltívei, illetve az ehhez kapcsolódó vak kupolák alatt gyönyörű festmények csalogatják a látogatót.
A templom festése 1846-ban fejeződött be. A bibliai jelenetek ábrázolása követi a középkori bolgár hagyományt, de színkezelésében és realizmusában már a bolgár ébredés korának hatásai ismerhetők fel. A falfestményeken több mester ecsetvonásait lehet megkülönböztetni, de közülük csak Zaharij Zograf szignálta és datálta alkotásait. A kolostor krónikái még jó néhány festő nevét megőrizték: Toma Visanov, Sztaniszlav Doszpevszkij, Hriszto Dimitrov, illetve a Molerovsz testvérek, Dimiter és Szimeon is hozzájárult a dekoráció elkészültéhez.

## A kolostor részei

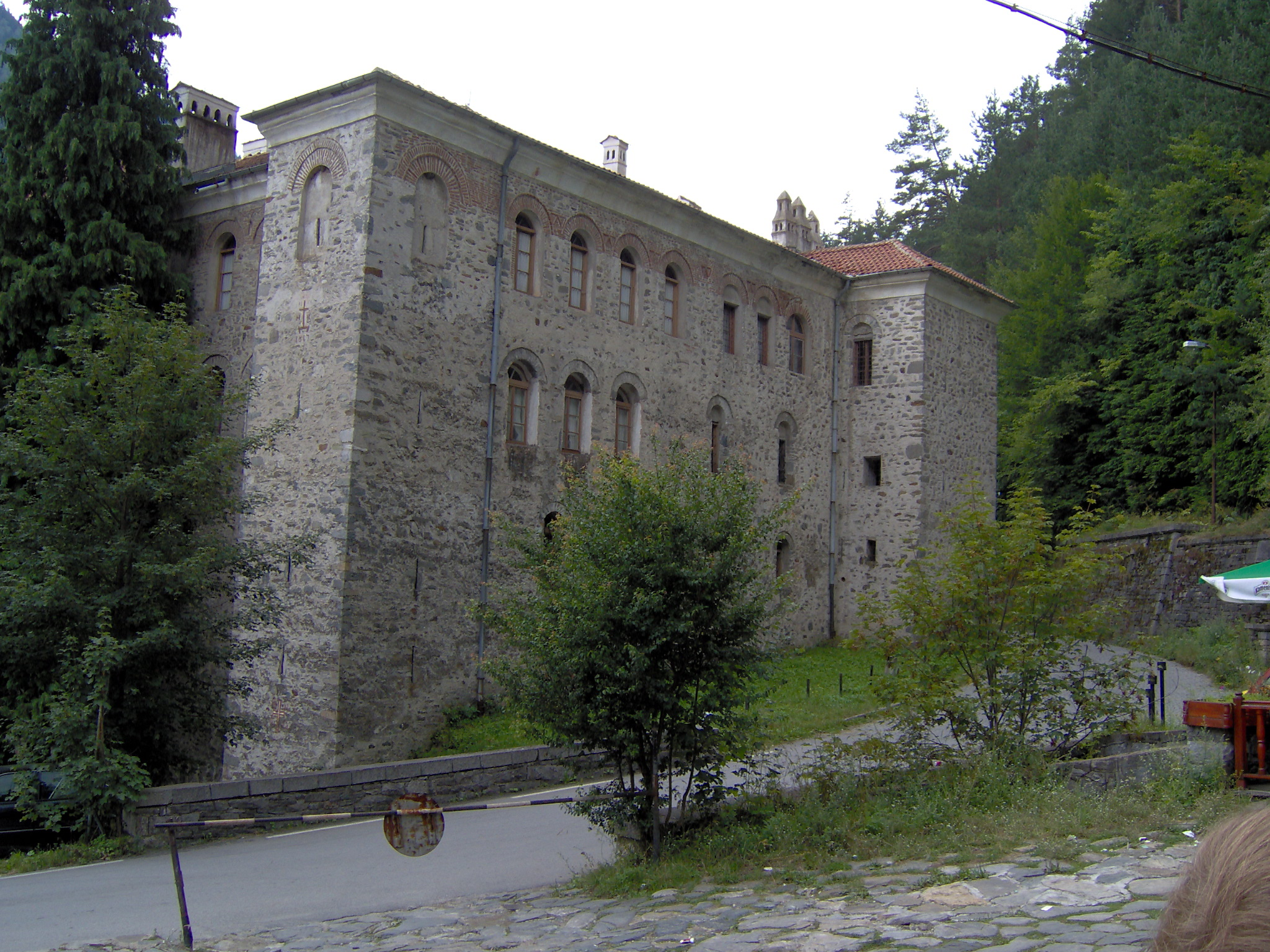
A rilai kolostor északi fala

A négyemeletes kolostorépületekben mintegy 300 szerzetesi cella található. Külön lakrésze van a mindenkori apátnak, illetve vendégszobák várják az adományozó teteveni, csirpani és koprivsticai családokat. Az udvart körülvevő épületekben emellett négy kápolnát, egy könyvtárat, egy refektóriumot, egy konyhát és több, a napi tevékenységek elvégzésére szolgáló helyiséget találunk (malom, ispotály, éléskamrák, raktárak, sajtkészítő, borospince). Igazi különlegesség a kolostor északi szárnyban elhelyezkedő hatalmas, nyolcszögalapú konyhája, mely négy emeletnyi (azaz 22 méteres) belmagassággal rendelkezik, és tetejét kupola zárja le.
A négy kápolna a lakrészek között helyezkedik el. A keleti (szamokovi) kapu felett, az első emeleten a Teológus Szent János kápolna, a másodikon pedig a Szent Száva és Simeon kápolna látható, míg a nyugati (dupnicai) bejárat felett a Keresztelő Szent Jánosnak, illetve attól jobbra, a nyugati szárnyban a Szent Arkangyaloknak szentelt kápolna helyezkedik el.

### A kolostori múzeum
A déli szárnyban helyet kapott múzeum egyik büszkesége a Hrelju-templom mívesen faragott, 14. századi kapuja, valamint a Raphael-kereszt. Ez utóbbi alkotójáról, a 18. századi Raphael testvérről kapta a nevét, aki 12 év kitartó munkájával mintegy 104 vallási jelenetet és 650 miniatűr alakot faragott a mindössze 81 x 23 cm méretű fakeresztre. Munkáját, melyhez apró vésőket, késeket és nagyítólencsét használt, 1802-ben fejezte be, amikorra teljesen megvakult.
A kolostor lenyűgöző  14–19. századi ikongyűjteménnyel rendelkezik. A szentképek többsége a patrónus Rilai Szent Jánost ábrázolja, de más szentekről és témákról is születtek ikonok. A középkori kéziratgyűjtemény is jelentős: a korai bolgár szerzők, mint például Grammatikus Vladiszláv mellett klasszikus keresztény szövegek (például Aranyszájú Szent János Hexameronja) athosz-hegyi és tirnovói iskolákban készített másolatai is megtalálhatóak. Az írásművek közül több az alapító szent életével, illetve magával a kolostorral foglalkozik.

## A kolostoron kívüli épületek

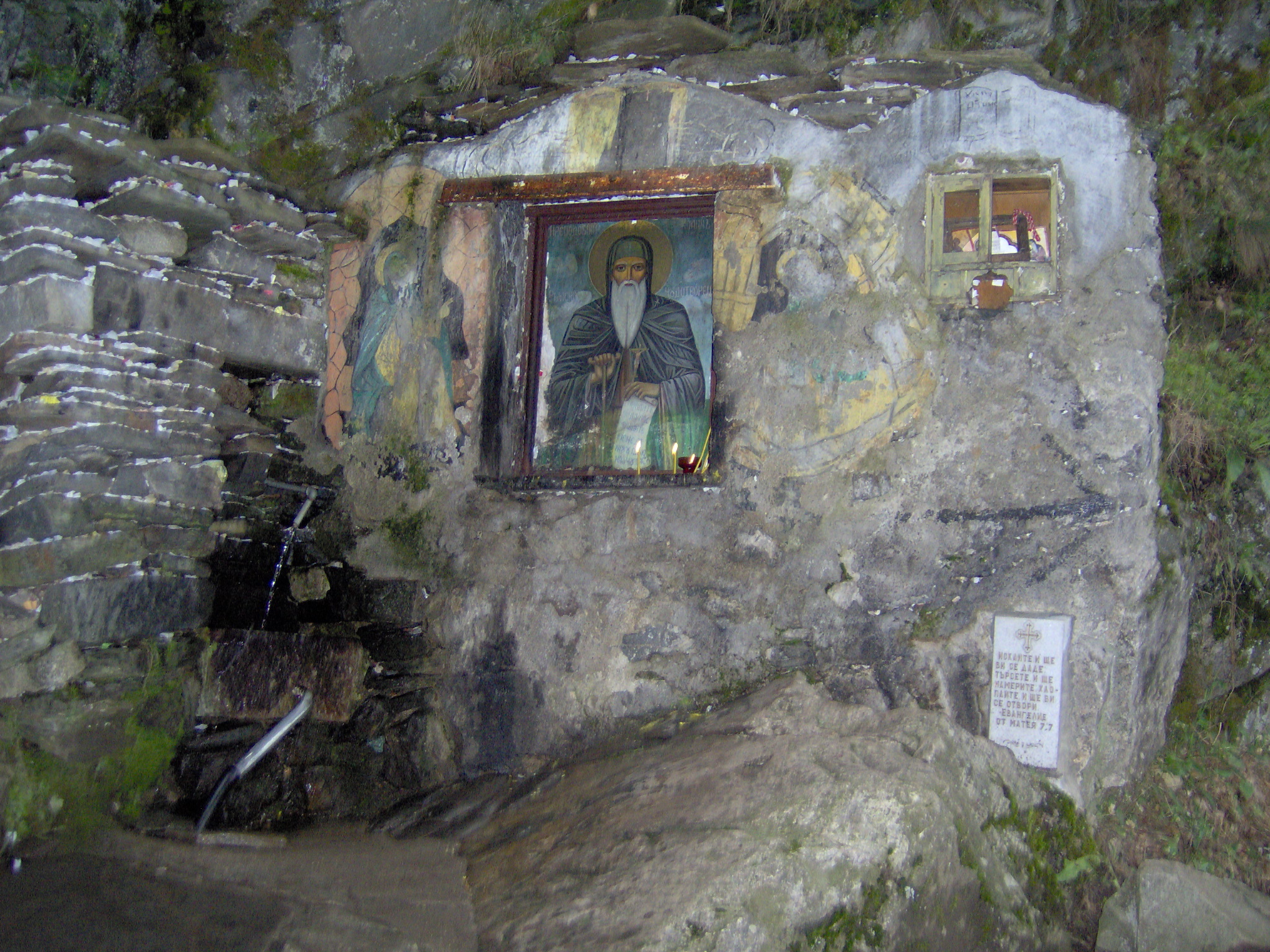
A Rilai Szent János utolsó lakhelye és sírja körül emelt zarándokhely részlete. A kövek között a hívek papírra vetett kívánságai fehérlenek

A rilai kolostor fennhatósága alá tartozik több kisebb környékbeli kegyhely. A kolostor mellé 1795-ben csontházat (osszáriumot) emeltek, melyet a Szűz Bemutatásáról neveztek el. A 15. századi alapítású orlicai zárda, mely a Rila városka és a kolostor közti út mellett fekszik, illetve a 19. századi építésű pcselinói zárda szintén a rilai szerzetesek igazgatása alá esik. A főépülettől három kilométerre keletre, az úttól távol, az erdő közepén fekszik a kicsiny Szent Lukács remetelak, illetve ettől még távolabb a Rilai Szent János sírja helyén emelt kápolna.